# Go! Go! Kokopolo
Go! Go! Kokopolo – Harmonious Forest Revenge es un videojuego de acción, puzle y plataformas desarrollado y distribuido por Tanukii Studios Limited para el servicio de distribución digital DSiWare de la Nintendo DSi. Fue anunciado por primera vez en octubre de 2008 como un título en desarrollo para la Nintendo DS en una serie de diarios de desarrolladores en la revista de videojuegos del Reino Unido Ngamer. Fue lanzado finalmente en el servicio de DSiWare el 4 de agosto de 2011 en la región PAL[cita requerida], el 11 de agosto de 2011 en Norteamérica, y el 30 de mayo de 2012 en Japón. El juego fue removido el 31 de agosto de 2014.
El juego es descrito por los desarrolladores como el «primer chase-'em-up del mundo» (una variación del término beat-'em-up con «chase» que significa perseguir) y utiliza un híbrido de géneros de juego distintos, como juegos de laberintos, plataformeros y puzle para crear una experiencia de arcade única. Los desarrolladores citan clásicos del arcade como Pac-Man, Flicky, Door Door y ChuChu Rocket! como fuente de inspiración para las mecánicas principales, y a personajes de videojuegos como Wario para el humor travieso abundante en el juego.
Go! Go! Kokopolo recibió reseñas muy favorables en su lanzamiento. Se hicieron varias críticas menores a la dificultad, especialmente en niveles más avanzados, pero se incluyó un modo fácil que facilitara la curva de aprendizaje para los más novatos.
El juego también se destacó en lo más alto de las listas de Mejores del 2011 en Joystiq, Wiiloveit.com, IGN y Nintendo Life.

## Jugabilidad
El objetivo de cada nivel consiste en borrar del mapa a todos los enemigos pacíficos, muchos de los cuales no atacarán hasta ser provocados. El jugador controla a Kokopolo (o Tatsumo), quien puede caminar por el escenario con la cruceta, o correr rápidamente con uno de los botones superiores. Saber cuándo caminar y cuándo correr es un componente clave del juego. El jugador también puede saltar pulsando A, o rasguñar pulsando B. Todas estas acciones toman lugar en la pantalla superior.
Al empezar un nivel, el objetivo del jugador es localizar a los enemigos, que recorren caminos específicos, y rasguñarlos para hacerlos enfadar. Una vez que se enfaden, correrán hacia el jugador para atacarlo. Si el jugador no escapa de ellos, será golpeado y perderá energía. Sin embargo, si elige correr, empezará una épica persecución. Cualquier enemigo enfadado perseguirá al jugador, siguiendo todos sus movimientos, hasta que el enemigo sea atraído hasta las mandíbulas de una planta carnívora hambrienta. Estas plantas Snap Snap se encuentran en cada nivel, y todos los enemigos deben ser atraídos hasta su boca para ser destruidos.
Es posible crear cadenas largas, de hasta 20 enemigos a la vez, utilizando un movimiento llamado «Slash Dash». Esto permite al jugador rasguñar a los enemigos mientras es perseguido, para no perder velocidad. Las cadenas largas de enemigos otorgan mayor puntaje, pero también pueden ser peligrosas, ya que dejan un sendero letal detrás del jugador hasta que sean destruidas.
Cuando los enemigos son devorados por la planta Snap Snap, aparecerán en la pantalla inferior donde se muestra el estómago de la planta. Para ayudarla a digerir a los enemigos y destruirlos de una vez por todas, el jugador debe tocar el cuadro del enemigo con el stylus o el pulgar. Si se hace correctamente, se escupirá una fruta hacia el escenario como recompensa. Pero si se hace incorrectamente, se lanzará una bomba. La pantalla inferior también sirve como mapa cuando el estómago de la planta esté vacío.
Una vez que el nivel haya sido librado de enemigos, el jugador avanzará al siguiente. Existen 80 niveles en total esparcidos por una variedad de mundos, que introducen nuevos enemigos y obstáculos a medida que el juego progresa. Cada octavo nivel es una Pelea de Jefe, tomando lugar en ambas pantallas, que requiere de una variedad de habilidades para vencerlo, la mayoría implica engañarlo para que se autodestruya.
El juego también usa el micrófono de vez en cuando. Principalmente, para gritar y despertar a las plantas Snap Snap, o soplar y liberar al jugador de las garras de varios enemigos.
Las rondas Bonus son desbloqueadas al recolectar 20 frutas en el aire para poder revelar puertas secretas, escondidas en todos los niveles. Se pueden encontrar Tarjetas raspa y gana al perseguir mariposas pequeñas que se encuentran en cada nivel terminado en 1, 3, 5 o 7.

## Trama

### Historia
El juego comienza con una escena pacífica y despreocupada. El lince Kokopolo se encuentra tomando una siesta en su hamaca favorita, mientras que su amigo Tatsumo se relaja bajo un árbol, leyendo un libro bajo la sombra en paz. A lo alto, el amigable guardián celestial Jinbe recorre los cielos, tocando una tonada pegadiza con sus bongós místicos. De repente, por accidente, uno de sus tambores se desprende y cae rápidamente hacia la tierra en el denso bosque.
Con una chance de una en un millón, el bongó impacta directamente en la cabeza del lince durmiente, despertándolo abruptamente de su tranquila siesta. Hirviendo de ira tras ser despertado tan bruscamente, Kokopolo mira hacia arriba, descubre al ignorante guardián celestial alejándose y jura vengarse de todas las criaturas pacíficas del bosque por este acto atroz. Kokopolo salta de su hamaca, toma a su amigo Tatsumo y parte en una furiosa búsqueda para traer caos y disrupción a toda la tierra.

### Personajes
- Kokopolo: Un lince hiperactivo y el «héroe» de Go! Go! Kokopolo. Se altera por la más mínima molestia y decide desquitarse con los demás arruinándoles su diversión.
- Tatsumo: Un okapi relajado. Amigo de Kokopolo que raras veces se involucra en sus locas travesuras, prefiere una vida más pacífica.
- Jinbe: Un guardián celestial pacífico y el principal «enemigo» del juego. Por haber molestado accidentalmente a Kokopolo ha sido marcado como la ignorante víctima de su venganza.
- Mech-Jinbe: Un robot creado por Jinbe para traer a Kokopolo ante la justicia.
- Houdini Starfish: Una estrella de mar misteriosa pero sabia. Es la única criatura en la existencia que puede molestar a Kokopolo.

## Desarrollo y lanzamiento
Go! Go! Kokopolo fue presentado por primera vez en una serie de diarios de desarrolladores en la revista del Reino Unido Ngamer a fines del 2008. Siguió las primeras etapas de producción del juego, desde su concepción hasta su lanzamiento.
El diseñador en jefe Keith Webb declaró que una de las inspiraciones originales para el juego vino de un gato callejero blanco que fue adoptado por su familia cuando era más joven, el cual ocasionalmente atacaba a la gente de manera incontrolable y después huía frenéticamente. Esto, junto a una pasión por los juegos de arcade clásicos como Pac-Man y Flicky, llevó a Webb a desarrollar la mecánica de jugabilidad única en la cual se centra todo el juego.
Tras haber considerado desarrollar el juego para la Neo Geo Pocket y después la Game Boy Advance, Webb revisó el plan de traerlo a la Nintendo DS años después, y aprovechar el diseño de la doble pantalla para mecánicas de juego adicionales. Webb comentó que en este punto planeó todo el juego meticulosamente, así el día que entrara en plena producción sería muy fácil de desarrollar con tiempo adicional para realizar ajustes, de ser necesario. Para este punto, Webb trabajó en los gráficos del juego en su totalidad, preparándolo para mostrárselo a potenciales distribuidoras para medir algún interés.
Después de varios intentos fallidos de subir a bordo a una distribuidora, Webb finalmente se puso en contacto con un pequeño equipo de programadores húngaro, Room 4 Games Limited, para que ayudaran a preparar el juego para lanzarlo en el servicio DSiWare recién anunciado en aquel entonces. Financiado enteramente por Webb, el equipo de codeo consistió de 2 programadores, Szilard Peteri y Gergely Kiss. Kiss proporcionó gran parte de la programación de la jugabilidad, mientras que Peteri fue responsable del motor de juego. Webb tomó el rol de productor, diseñador en jefe y artista/animador en jefe del proyecto, mientras que la música fue proporcionada por 2 dB music production, y los efectos de sonido por el equipo húngaro Noteblender.
Un modo multijugador fue planeado en un punto temprano en el desarrollo, pero fue considerado demasiado riesgoso para implementarlo con un equipo tan pequeño, y se decidió guardarlo para cualquier potencial secuela. Los diseños de los niveles del juego pasaron por varias iteraciones, ya que los desarrolladores sentían que este era uno de los aspectos más importantes que debían hacer bien, debido a la limitada resolución de la pantalla de la DSi. Los desarrolladores también hablaron de incluir un final secreto en el juego, el cual ellos creyeron que nadie lo encontraría jamás.
El juego fue lanzado en la región PAL el 4 de agosto de 2011,[cita requerida] y en Norteamérica el 11 de agosto de 2011. Ya lanzado, se encontró un error que rompía el juego, evitando que los jugadores pasaran cierto jefe. Los desarrolladores encontraron y arreglaron este error rápidamente, el cual fue resuelto con una actualización automática. Avergonzado por esto, Webb lanzó una pequeña tira cómica humorística basada en el glitch para disculparse con los jugadores mientras esperaban que se resolviera.
El juego y su secuela Go! Go! Kokopolo 3D: Space Recipe for Disaster fueron anunciados el 6 de junio de 2022 para ser lanzados físicamente por su décimo aniversario por Limited Run Games para la Nintendo 3DS, y fueron lanzados el 2 de septiembre de 2022. Los juegos vinieron en 3 versiones diferentes: la edición estándar de los 2 juegos, un paquete doble con ambos juegos, y una edición de coleccionista. Es uno de los últimos juegos lanzados en la 3DS.

## Recepción
Desde su lanzamiento, Go! Go! Kokopolo ha recibido reseñas por encima de la media, de acuerdo al sitio agregador de reseñas Metacritic. Los críticos elogiaron al juego por sus gráficos impresionantes y sprites coloridos, y su jugabilidad rápida y frenética.[cita requerida]
Luke Plunkett de Kotaku Australia describió al juego como una «gema escondida», y Lucas M. Thomas de IGN comentó que fue «una alegría ver a DSiWare trayendo conceptos frescos y personajes nuevos y creativos como este» y que el juego es «atrevido, imaginativo y diferente de cualquier cosa que jamás hayas jugado antes».
Varios analistas criticaron el alto nivel de dificultad en el juego, y en algunos casos sugirieron que pudo haberse beneficiado con una opción de dificultad fácil. Sin embargo, muchos comentaron de manera positiva la longitud del juego y la calidad de la presentación, señalando que obviamente fue planeado como un lanzamiento comercial completo, y no perdió nada en la transición al servicio DSiWare.[cita requerida] El juego recibió su puntaje más bajo de Ngamer, que curiosamente fue la revista que le dio la mayor exposición en primer lugar, llevando finalmente a su creación.
A fines del 2011 el juego fue nominado a varios premios, incluyendo los premios al mejor del 2011 de IGN, los «premios al juego del año» de Nintendo Life y el premio al juego de DSiWare del año de Wiiloveit.com, donde ganó el segundo lugar. Joystiq también incluyó el juego en su Guía de Compradores del 2011.

## Secuela
El 29 de agosto de 2012, una secuela fue anunciada, titulada Go! Go! Kokopolo 3D: Space Recipe for Disaster, y fue lanzada el 23 de febrero de 2017 en la Nintendo eShop. Incluye más de 80 niveles y 10 nuevos jefes para que el jugador—que ahora puede recolectar muchas tarjetas de recetas secretas a lo largo del juego—pueda destruir; además, los enemigos del primer juego han vuelto en la secuela.

## Final Secreto (Final Pacífico)
El 6 de abril de 2012, un final secreto «pacífico» fue descubierto por Alejandro Anez, y subido a YouTube. Los desarrolladores anunciaron que el nombre de Anez aparecería de alguna forma en una secuela o spin-off como recompensa por ser el primer jugador en encontrar el final secreto, el cual fue descubierto por simplemente rehusarse a atacar al primer enemigo del juego.